# Entomodestes coracinus
Solitário-preto ou tordo-preto (Entomodestes coracinus) é uma espécie de ave da família Turdidae.
Pode ser encontrada nos seguintes países: Colômbia e Equador.
Os seus habitats naturais são: florestas subtropicais ou tropicais húmidas de baixa altitude e regiões subtropicais ou tropicais húmidas de alta altitude.